# Ondina Quadri
Ondina Quadri (Fiesole, 13 marzo 1994) è un'attrice italiana.

## Biografia
Nata a Fiesole (in provincia di Firenze), ma cresciuta a Roma, Ondina è figlia del montatore milanese Jacopo Quadri, nonché nipote del giornalista e critico teatrale Franco Quadri e della sociologa e criminologa Paola Monzini.
Negli anni del liceo ha fondato un gruppo rock-blues che si è esibito in vari locali e centri sociali della capitale. Ondina era la batterista.
Il suo esordio nel cinema è stato nel ruolo di Ermafrodito nel film Amori e metamorfosi di Yanira Yariv.
È stata la protagonista del videoclip di Una domenica al mese di Marcello e il mio amico Tommaso.
Nello stesso anno 2015 è stata scritturata come protagonista di Arianna, film d'esordio di Carlo Lavagna, presentato alla 72ª Mostra internazionale d'arte cinematografica di Venezia, per questo ruolo ha vinto il Globo d'oro alla miglior attrice 2016.

## Filmografia

### Cinema
- Amori e metamorfosi, regia di Yanira Yariv, Natalie Dana (2014)
- Arianna, regia di Carlo Lavagna (2015)
- Il Nido, regia di Klaudia Reynicke (2016)
- Capri-Revolution, regia di Mario Martone (2017)
- Notti magiche, regia di Paolo Virzì (2018)
- Gli indocili, regia di Ana Shametaj (2019)[2]
- Piccolo corpo, regia di Laura Samani (2021)
- Piove, regia di Paolo Strippoli (2022)
- Soldato Peter, regia di Giliano Carli (2023)

### Cortometraggi
- Es-Say, regia di Chiara Livia Arrigo (2015)
- Soleil cou coupé, regia di Lora Mure-Ravaud (2017)
- Im Bären, regia di Lilian Sassanelli (2018)
- Moonman, regia di Daniele Cernicchi (2018)
- The end of Men, regia di Elena Griggio (2018)

## Teatro
- Comizi d'amore - Parata urbana di Mariangela Gualtieri, regia di Cesare Ronconi, prodotto da Teatro Valdoca (2015-2016)[3]
- L'erba cativa (l'an mor mai), regia di Andreco prodotto da Motus (2015)[4]
- Lars, a portrait of Lars Von Trier di Ana Shametaj, Riccardo Calabrò, regia di Ana Shametaj, prodotto da Kokoscha Revival in lingua inglese (2016)[5]
- The Rock Slide and The Woods opera di Andreco, prodotto da Centrale Fies - Performance (2016)[6]
- Raffiche (Rafales) Machine (Cunt) Fire di Magdalena Barile, Luca Scarlini, regia di Enrico Casagrande, Daniela Nicolò, prodotto da Motus (2016-2017)[7]
- Über raffiche dedicato a Splendid's di Jean Genet, regia di Enrico Casagrande e Daniela Nicolò, prodotto da Motus (2017)[8][9]
- You Fight di Ana Shametaj, Riccardo Calabrò, regia di Ana Shametaj, prodotto da Kokoscha Revival (2016-2018)[10]
- Monowe, installazione di Ludovica Carbotta - MAXXI (2016-2017)[11]
- Furrina regia di Andreco per la rassegna Aquae alla Villa Sciarra (2018)[12]
- Gender sharing time! di Greta Pieropan e Jija Sohn prodotto dalla Commissione europea (2018)[13]
- Immagina un paesaggio eroico di Nova Melancholia, regia di Vassilis Noulas (2018-2019)[14][15]
- Lars, a portrait of Lars Von Trier di Ana Shametaj, Riccardo Calabrò, regia di Ana Shametaj, prodotto da Kokoscha Revival con il supporto di Danske Scenekunstskole, Odsherred Socìetas, Raffaello Sanzo, Teatro Franco Parenti. (2018)[5]

## Riconoscimenti
- 2015: Premio Fedora Settimana degli autori alla Mostra internazionale d'arte cinematografica di Venezia per Arianna
- 2015: Premio Nuovo IMAIE come Miglior attrice emergente italiana alla Mostra internazionale d'arte cinematografica di Venezia per Arianna
- 2015: Premio FICE (Federazione Italiana Film d'Autore) come Miglior attrice emergente italiana perArianna
- 2016: Globo d'oro alla migliore attrice per Arianna
- 2016: ShorTS International Film Festival – Premio come migliore attrice nuove impronte per Arianna
- Everybody's Perfect – Festival du Film Gay et Lesbien di Ginevra il Prix Perfect d'Interprétation per Arianna